# Jil Y. Creek
Jil Y. Creek (* 20. Jahrhundert in Wien) ist eine österreichische Gitarristin.

## Wirken
Bekannt wurde Jil Y. Creek unter anderem als Autorin der Workshops „Jil’s Jam“ im deutschen Gitarre & Bass Magazin (seit Juni 2006) und der Lehrbücher Creative Guitar (erschienen März 2008 bei Tunesday Records, Berlin), Jil's Pentatonik Workshop für E-Gitarre (erschienen Juni 2012, selber Verlag) sowie Arpeggio-Workbook für E-Gitarre (erschienen Oktober 2018, selber Verlag). Sie arbeitete nebst eigenem Instrumentalprojekt unter anderem mit den deutschen Bands Umbra et Imago und Lacrimosa, sowie mit einer S.W.N.B. genannten Frank-Zappa-Coverband unter der Leitung von Wickerl Adam.

## Diskografie und Videos
- Reckless „Radio-Active“
- Sanguis et Cinis: „Madrigal“
- Lacrimosa: „Lichtgestalt“ aus „Musikkurzfilme – The Video Collection“